# Goliszew (województwo łódzkie)
Goliszew – wieś w Polsce położona w województwie łódzkim, w powiecie kutnowskim, w gminie Krzyżanów.
Prywatna wieś szlachecka Goliszewo położona była w drugiej połowie XVI wieku w powiecie orłowskim województwa łęczyckiego. W latach 1975–1998 miejscowość administracyjnie należała do województwa płockiego.

## Historia
Nazwa wsi jest związana z nazwiskiem rodziny Goliszewskich herbu Jelita, którzy byli jej właścicielami w XVI wieku. Antoni Goliszewski był  w XVIII wieku stronnikiem króla Augusta III Sasa i komornikiem ziemskim łęczyckim. Na początku XIX wieku majątek należał do Walentego Kalińskiego i jego żony Magdaleny ze Stokowskich, a następnie przeszedł na Józefa Gamrata, który wcześniej go dzierżawił. (Józef Gamrat był m.in. pradziadem Anny Podgórskiej). Po jego śmierci w 1822 roku dobra te przeszły na jego dzieci: Hipolita, Mariannę i Julitę. Trzy lata później odkupił je od nich Michał Sikorski, mąż Marianny. Od niego majątek w 1835 roku kupił Jan Chrzciciel Karol van Pradelles de Palmeart (1785–1837). Kolejnymi właścicielami majątku były wdowa po nim, Sabina Zaborowska (1798–1854, herbu Grzymała) z czwórką małych dzieci. (Ludwika wyszła później za Konstantego Starzyńskiego, byli dziadkami prezydenta Warszawy Stefana Starzyńskiego). Sabina wyszła powtórnie za mąż, w 1838 roku, za Jana Jakuba Palmera, mając z nim kolejnych sześcioro dzieci. Po jej śmierci w Goliszewie jej mąż odkupił cały majątek od wszystkich sukcesorów. W 1867 roku dobra ponownie zmieniły właściciela: zostały kupione przez Aleksandra Bogusza. Ostatnimi właścicielami majątku przed II wojną światową byli Karol i Bronisława Wysoccy. Karol zmarł w 1928 roku. Majątek po nim odziedziczył jego syn Tadeusz Wysocki, który w 1939 roku wywiózł swoją rodzinę do Warszawy, a sam wziął udział w wojnie obronnej. 
Majątek w Goliszewie został w 1945 roku upaństwowiony i rozparcelowany. Tutejszy dwór był budynkiem murowanym, parterowym, z mieszkalnym poddaszem. Został całkowicie zniszczony po 1945 roku. Podobny los spotkał park otaczający dwór.